# Val Gobbia
La Val Gobbia o Valle di Lumezzane è situata a lato della Val Trompia.
Prende il suo nome dall'omonimo torrente che l'ha generata; corso d'acqua che, nascendo nei pressi del Passo del Cavallo, l'attraversa da est ad ovest e ha permesso negli anni (già in epoca romana), grazie al suo flusso, lo sviluppo delle attività della lavorazione dei metalli nella città di Lumezzane. Il monte più alto della valle è il monte Ladino.